# Coppa Italia 1995-1996
La Coppa Italia 1995-1996 fu la 49ª edizione della manifestazione calcistica.
Iniziò il 19 agosto 1995 e si concluse il 18 maggio 1996.
Rispetto alle precedenti edizioni la formula prevedeva gare a eliminazione diretta per i primi tre turni, mentre quarti di finale, semifinali e finale vennero disputati su sfide di andata e ritorno.
La coppa fu vinta dalla Fiorentina, battendo in finale l'Atalanta dopo aver vinto tutte le partite della competizione (2-1 ad Ascoli, 5-0 a Lecce, 1-0 e 2-1 con il Palermo, 3-1 e 1-0 con l'Inter e 1-0 e 2-0 nella doppia finale).

## Risultati

### Primo turno
| Squadra 1   | Risultato       | Squadra 2      |
| ----------- | --------------- | -------------- |
| Avellino    | 1 - 0           | Fidelis Andria |
| Varese      | 0 - 1           | Cremonese      |
| Pistoiese   | 0 - 1           | Perugia        |
| Lucchese    | 4 - 0           | Ancona         |
| Trapani     | 1 - 1 (5-6 dtr) | Reggiana       |
| Bologna     | 2 - 0           | Verona         |
| Forlì       | 1 - 0           | Foggia         |
| Como        | 0 - 1           | Pescara        |
| Reggina     | 1 - 2 (dts)     | Chievo         |
| Gualdo      | 0 - 4           | Genoa          |
| Cosenza     | 0 - 0 (5-6 dtr) | Venezia        |
| Fiorenzuola | 2 - 1 (dts)     | Brescia        |
| Ascoli      | 0 - 0 (3-1 dtr) | Salernitana    |
| Lecce       | 2 - 1           | Cesena         |
| Monza       | 0 - 2           | Padova         |
| Acireale    | 0 - 2           | Palermo        |

| Arbitro: | De Santis (Tivoli) |

|           |           |  |
| Luiso 23’ | Marcatori |  |

| Arbitro: | Branzoni (Pavia) |

|  |           |             |
|  | Marcatori | 69’ Maspero |

| Arbitro: | Borriello (Mantova) |

|  |           |            |
|  | Marcatori | 64’ Giunti |

| Arbitro: | Farina (Novi Ligure) |

|                                                  |           |  |
| Cardone 54’ Grabbi 64’ Pistella 81’ Rastelli 83’ | Marcatori |  |

| Arbitro: | Rossi (Ciampino) |

|                                                                  |                      |                                                                    |
| Di Pietro 38’                                                    | Marcatori            | 64’ La Spada                                                       |
| Marta De Sio Scichilone Incrivaglia Campioli Italiano Campanella | Tiri di rigore 5 – 6 | Ziliani Mazzola Schenardi Pietranera Simutenkov Ballotta Sgarbossa |

| Arbitro: | Quartuccio (Torre Annunziata) |

|                          |           |  |
| Morello 16’ Olivares 68’ | Marcatori |  |

| Arbitro: | Gronda (Genova) |

|             |           |  |
| Orlandi 31’ | Marcatori |  |

| Arbitro: | Serena (Bassano del Grappa) |

|  |           |             |
|  | Marcatori | 69’ Parlato |

| Arbitro: | Ercolino (Cassino) |

|                   |           |                              |
| Pasino 73’ (rig.) | Marcatori | 41’ Cossato 85’ (aut.) Carli |

| Arbitro: | Bonfrisco (Monza) |

|  |           |                                       |
|  | Marcatori | 3’ 41’ Montella 86’ Galante 90’ Nappi |

| Arbitro: | Boggi (Salerno) |

|                                                                 |                      |                                                                         |
| Monza De Rosa Miceli Compagno Zunico Riccio La Canna Gioacchini | Tiri di rigore 5 – 6 | Provitali Scienza Zanutta Tramezzani Ballarin Fogli Zironelli Filippini |

| Arbitro: | Dagnello (Trieste) |

|                            |           |             |
| Bottazzi 70’ Clementi 108’ | Marcatori | 37’ Baronio |

| Arbitro: | Franceschini (Bari) |

|                        |                      |                                 |
| Favo Fiorentini Minuti | Tiri di rigore 3 – 1 | Logarzo Breda Facci Grassadonia |

| Arbitro: | Rodomonti (Teramo) |

|                                |           |              |
| Mazzeo 21’ (rig.) Palmieri 72’ | Marcatori | 15’ Bizzarri |

| Arbitro: | Lana (Torino) |

|  |           |                         |
|  | Marcatori | 58’ Amoruso 89’ Vlaovic |

| Arbitro: | De Prisco (Nocera Inferiore) |

|  |           |                           |
|  | Marcatori | 18’ Galeoto 55’ Pisciotta |

### Secondo turno
| Squadra 1    | Risultato       | Squadra 2  |
| ------------ | --------------- | ---------- |
| Avellino     | 1 - 4           | Juventus   |
| Atalanta     | 2 - 2 (4-2 dtr) | Cremonese  |
| Perugia      | 0 - 1           | Sampdoria  |
| Lucchese     | 3 - 4 (dts)     | Cagliari   |
| Reggiana     | 2 - 0           | Bari       |
| Bologna      | 1 - 0           | Roma       |
| Forlì        | 1 - 1 (4-3 dtr) | Piacenza   |
| Pescara      | 1 - 4           | Milan      |
| Chievo       | 1 - 1 (3-4 dtr) | Lazio      |
| Udinese      | 3 - 0           | Genoa      |
| Venezia      | 0 - 1           | Inter      |
| Fiorenzuola  | 2 - 1           | Torino     |
| Ascoli       | 1 - 2           | Fiorentina |
| Lecce        | 1 - 0           | Napoli     |
| L.R. Vicenza | 4 - 2           | Padova     |
| Palermo      | 3 - 0           | Parma      |

| Arbitro: | Beschin (Legnago) |

|                |           |                                                      |
| Bortoluzzi 30’ | Marcatori | 25’ Padovano 44’ Ravanelli 72’ Jugović 76’ Del Piero |

| Arbitro: | Bazzoli (Merano) |

|                                 |                      |                                      |
| Bonacina 48’ Sgrò 83’           | Marcatori            | 28’ Florijančič 75’ (aut.) Paganin   |
| Salvatori Bonacina Sgrò Rotella | Tiri di rigore 4 – 2 | Florijančič Maspero Nicolini Perović |

| Arbitro: | Treossi (Forlì) |

|  |           |             |
|  | Marcatori | 55’ Mancini |

| Arbitro: | Quartuccio (Torre Annunziata) |

|                                    |           |                                              |
| Pistella 2’, 22’ Grabbi 79’ (rig.) | Marcatori | 58’ Oliveira 62’ Pancaro 66’ Muzzi 91’ Silva |

| Arbitro: | Rodomonti (Teramo) |

|                        |           |  |
| Schenardi 39’ Paci 44’ | Marcatori |  |

| Arbitro: | Nicchi (Arezzo) |

|             |           |  |
| Morello 53’ | Marcatori |  |

| Arbitro: | Collina (Viareggio) |

|                                       |                      |                                              |
| Misso 12’                             | Marcatori            | 53’ Caccia                                   |
| Modesti Belletti Cazzarò Babini Rossi | Tiri di rigore 4 – 3 | Lorenzini Di Francesco Carbone Caccia Corini |

| Arbitro: | Stafoggia (Pesaro) |

|               |           |                                               |
| Giampaolo 90’ | Marcatori | 37’ Lentini 42’ Savićević 56’ Weah 69’ Simone |

| Arbitro: | Bolognino (Milano) |

|                                             |                      |                                         |
| Giordano 82’                                | Marcatori            | 42’ Di Vaio                             |
| Zattarin Cossato Antonioli Gentilini D'Anna | Tiri di rigore 3 – 4 | Cravero Marcolin Signori Winter Favalli |

| Arbitro: | Ceccarini (Livorno) |

|                                              |           |  |
| Bierhoff 40’ Ruotolo 64’ (aut.) Desideri 68’ | Marcatori |  |

| Arbitro: | Braschi (Prato) |

|  |           |                    |
|  | Marcatori | 69’ Roberto Carlos |

| Arbitro: | Racalbuto (Gallarate) |

|                         |           |             |
| De Min 13’ Clementi 88’ | Marcatori | 38’ Dionigi |

| Arbitro: | Bettin (Padova) |

|            |           |                             |
| Minuti 56’ | Marcatori | 59’ Serena 70’ (aut.) Savio |

| Arbitro: | Pellegrino (Barcellona Pozzo di Gotto) |

|              |           |  |
| Palmieri 69’ | Marcatori |  |

| Arbitro: | Cesari (Genova) |

|                                                     |           |                |
| Rossi 24’ Otero 45’ Murgita 63’ Di Carlo 76’ (rig.) | Marcatori | 48’, 62’ Gallo |

| Arbitro: | Boggi (Salerno) |

|                             |           |  |
| Caterino 7’ Vasari 48’, 87’ | Marcatori |  |

### Ottavi di finale
| Squadra 1   | Risultato   | Squadra 2  |
| ----------- | ----------- | ---------- |
| Atalanta    | 1 - 0 (dts) | Juventus   |
| Cagliari    | 2 - 1       | Sampdoria  |
| Bologna     | 3 - 0       | Reggiana   |
| Forlì       | 0 - 2       | Milan      |
| Udinese     | 0 - 1       | Lazio      |
| Fiorenzuola | 1 - 2       | Inter      |
| Lecce       | 0 - 5       | Fiorentina |
| Palermo     | 1 - 0       | Vicenza    |

| Arbitro: | Bettin (Padova) |

|            |           |  |
| Gallo 118’ | Marcatori |  |

| Arbitro: | Ceccarini (Livorno) |

|                       |           |             |
| Oliveira 4’ Muzzi 27’ | Marcatori | 67’ Seedorf |

| Arbitro: | Pairetto (Nichelino) |

|                                         |           |  |
| Bresciani 38’, 56’ (rig.) Valtolina 48’ | Marcatori |  |

| Arbitro: | Pellegrino (Barcellona Pozzo di Gotto) |

|  |           |                         |
|  | Marcatori | 38’ Di Canio 54’ Eranio |

| Arbitro: | Bazzoli (Merano) |

|  |           |             |
|  | Marcatori | 66’ Signori |

| Arbitro: | Cardona (Milano) |

|              |           |                      |
| Scazzola 24’ | Marcatori | 7’ Carbone 60’ Festa |

| Arbitro: | Boggi (Salerno) |

|  |           |                                                         |
|  | Marcatori | 3’ Rui Costa 38’ Batistuta 54’, 73’ Baiano 89’ Robbiati |

| Arbitro: | Trentalange (Torino) |

|             |           |  |
| Galeoto 72’ | Marcatori |  |

### Quarti di finale
| Squadra 1  | Totale | Squadra 2 | Andata | Ritorno         |
| ---------- | ------ | --------- | ------ | --------------- |
| Cagliari   | 3 - 4  | Atalanta  | 1 - 0  | 2 - 4           |
| Bologna    | 2 - 2  | Milan     | 1 - 1  | 1 - 1 (7-6 dtr) |
| Inter      | 2 - 1  | Lazio     | 1 - 1  | 1 - 0           |
| Fiorentina | 3 - 1  | Palermo   | 1 - 0  | 2 - 1           |

#### Andata
| Arbitro: | Nicchi (Arezzo) |

|             |           |  |
| O'Neill 35’ | Marcatori |  |

| Arbitro: | Ceccarini (Livorno) |

|             |           |          |
| Morello 52’ | Marcatori | 23’ Coco |

| Arbitro: | Cesari (Genova) |

|          |           |              |
| Ganz 75’ | Marcatori | 83’ Rambaudi |

| Arbitro: | Stafoggia (Pesaro) |

|                      |           |  |
| Batistuta 65’ (rig.) | Marcatori |  |

#### Ritorno
| Arbitro: | Treossi (Forlì) |

|                                          |           |                       |
| Tovalieri 19’, 83’ Morfeo 25’ Pisani 80’ | Marcatori | 47’ Bressan 78’ Silva |

| Arbitro: | Bazzoli (Merano) |

|                                                           |                      |                                                                       |
| Savicevic 90’ (rig.)                                      | Marcatori            | 77’ (aut.) Baresi                                                     |
| Eranio Albertini Maldini Boban Di Canio Weah Lentini Coco | Tiri di rigore 6 – 7 | Bosi Scapolo Paramatti Pergolizzi Bresciani Valtolina Morello Torrisi |

| Arbitro: | Collina (Viareggio) |

|  |           |           |
|  | Marcatori | 77’ Berti |

| Arbitro: | Beschin (Legnago) |

|                      |           |                          |
| Scarafoni 73’ (rig.) | Marcatori | 32’ Baiano 57’ Rui Costa |

### Semifinali
| Squadra 1  | Totale | Squadra 2 | Andata | Ritorno |
| ---------- | ------ | --------- | ------ | ------- |
| Bologna    | 1 - 3  | Atalanta  | 1 - 1  | 0 - 2   |
| Fiorentina | 4 - 1  | Inter     | 3 - 1  | 1 - 0   |

#### Andata
| Arbitro: | Nicchi (Arezzo) |

|                    |           |               |
| Paganin 50’ (aut.) | Marcatori | 84’ Valentini |

| Arbitro: | Beschin (Legnago) |

|                                |           |          |
| Batistuta 14’ (rig.), 47’, 86’ | Marcatori | 32’ Ganz |

#### Ritorno
| Arbitro: | Stafoggia (Pesaro) |

|                       |           |  |
| Vieri 31’, 90’ (rig.) | Marcatori |  |

| Arbitro: | Cesari (Genova) |

|  |           |               |
|  | Marcatori | 78’ Batistuta |

### Finale
| Squadra 1  | Totale | Squadra 2 | Andata | Ritorno |
| ---------- | ------ | --------- | ------ | ------- |
| Fiorentina | 3 - 0  | Atalanta  | 1 - 0  | 2 - 0   |

#### Andata
| Arbitro: | Boggi (Salerno) |

| |            | |
| Batistuta 52’ | Marcatori  | |
| Francesco Toldo Daniele Carnasciali Pasquale Padalino Andrea Sottil (85' Emiliano Bigica) Lorenzo Amoruso Giovanni Piacentini Manuel Rui Costa Stefan Schwarz Massimo Orlando (46' Giacomo Banchelli) Gabriel Batistuta Anselmo Robbiati | Formazioni | Fabrizio Ferron Cristiano Pavone (79' Stefano Salvatori) Paolo Montero Mauro Valentini Josè Oscar Herrera Antonio Paganin Valter Bonacina Daniele Fortunato Fabio Gallo (79' Marco Sgrò) Sandro Tovalieri (84' Federico Pisani) Domenico Morfeo |
| Claudio Ranieri | Allenatori | Emiliano Mondonico |

#### Ritorno
| Arbitro: | Pairetto (Nichelino) |

| |            | |
| | Marcatori  | 48’ Amoruso 61’ Batistuta |
| Fabrizio Ferron Josè Oscar Herrera Mauro Valentini Paolo Montero Antonio Paganin (49' Franco Rotella) Cristiano Pavone (59' Gianluca Temelin) Valter Bonacina Daniele Fortunato Fabio Gallo (67' Stefano Salvatori) Domenico Morfeo Sandro Tovalieri | Formazioni | Francesco Toldo (89' Gianmatteo Mareggini) Pasquale Padalino Alberto Malusci Lorenzo Amoruso Daniele Carnasciali Giovanni Piacentini Emiliano Bigica Manuel Rui Costa Sandro Cois Gabriel Batistuta Francesco Flachi (63' Anselmo Robbiati) e (88' Massimo Orlando) |
| Emiliano Mondonico | Allenatori | Claudio Ranieri |